# Vasílios Tsiártas
Vasílis Tsartas (en grec : Βασίλειος Τσιάρτας), ou Vasílis Tsártas (Βασίλης Τσιάρτας), né le 12 novembre 1972, était un footballeur grec évoluant au poste de milieu. International grec.

## Biographie

### En sélection
Il a été sélectionné pour la première fois en avril 1994 avec la Grèce contre l'Arabie saoudite. Il n'a jamais participé à la coupe du monde car il n'a pas été retenu pour la coupe du monde 1994 aux États-Unis mais il a gagné l'Euro 2004 au Portugal avec notamment une passe décisive en argent lors de la demi-finale contre la République tchèque de Pavel Nedved en rentrant en cours de jeu.
Il a obtenu 70 sélections de 1994 à 2005 pour 12 buts.

## Carrière
- 1987-1988 :  Alexandreia FC
- 1989-1992 :  FAS Naoussa
- 1993-1996 :  AEK Athènes
- 1996-2000 :  FC Séville
- 2000-2004 :  AEK Athènes
- 2004-2005 :  FC Cologne
- 2006-2007 :  Ethnikós Le Pirée

## Palmarès
- Vainqueur du Championnat d'Europe des nations de football : 2004 (Grèce).
- Champion de Grèce : 1993 et 1994 (AEK Athènes).
- Coupe de Grèce de football : x 3